# 23747 Rahaelgupta
23747 Rahaelgupta este un asteroid din centura principală de asteroizi.

## Descriere
23747 Rahaelgupta este un asteroid din centura principală de asteroizi. A fost descoperit pe 22 mai 1998 la Socorro, New Mexico, în cadrul proiectului LINEAR. Asteroidul prezintă o orbită caracterizată de o semiaxă mare de 2,40 ua, o excentricitate de 0,19 și o înclinație de 3,5° în raport cu ecliptica.